# ¡Comprometeos!
¡Comprometeos!  (Engagez-vous! en el original en francés) es un libro, en forma de entrevista, escrito por Stéphane Hessel y Gilles Vanderpooten, publicado en Francia en marzo de 2011 y en España en junio de 2011. El autor, exdiplomático francés, excombatiente de la resistencia francesa internado en campos de concentración durante la Segunda Guerra Mundial fue también uno de los redactores de la Declaración Universal de Derechos Humanos de 1948. El libro es continuación de ¡Indignaos! publicado en 2010.
Las entrevistas se realizaron durante el verano de 2009. En 2010 la editorial Éditions de l'Aube mostró su interés en publicar las entrevistas y en marzo de 2011 el libro finalmente vio la luz.

## Contenido
Engagez-vous! es un libro de Stéphane Hessel escrito junto a Gilles Vanderpooten y publicado en marzo de 2011 en Francia, y en junio de 2011 en España con el título ¡Comprometeos!. Es una entrevista entre Hessel, de 93 años y Vanderpooten, de 25 años, sobre los derechos humanos, y la lucha contra la desigualdad y la ecología. Hessel muestra su preocupación por la diferencia inconmensurable entre las fuerzas políticas y los jóvenes, así como por la continuada degradación del planeta y el medio ambiente, señalando estos asuntos como los mayores desafíos para la movilización de la generación más joven.

## Antecedentes: ¡Indignaos! y Reacciona

### Indignaos
En palabras de su autor, antiguo embajador de Francia ante la ONU, la «obra exhorta a los jóvenes a indignarse, dice que todo buen ciudadano debe indignarse actualmente porque el mundo va mal, gobernado por unos poderes financieros que lo acaparan todo». Explica que, aunque «nos jugábamos la vida», en su época, lo tenían más fácil por tener adversarios más definidos: Hitler y Stalin. Sin embargo, «... los jóvenes de ahora se juegan la libertad y los valores más importantes de la humanidad».
A lo largo de las 32 páginas del librito, el autor, de 93 años, hace una breve referencia a su participación en la Resistencia francesa, cuando tras la declaración del régimen colaboracionista de Vichy se escapó a Londres para ponerse a las órdenes de De Gaulle. Tras ser capturado y torturado por la Gestapo, una vez terminada la guerra, se convirtió en diplomático, participando, como jefe de gabinete de Henri Laugier, el entonces vicesecretario general de las Naciones Unidas, en la elaboración de la Declaración Universal de los Derechos Humanos, redactada en el Palacio de Chaillot, en París. Explica, asimismo, los valores de la Resistencia y de los Derechos Humanos incluida su postura, como judío, ante la vulneración de los mismos por parte del Estado de Israel, y termina haciendo un llamamiento a los jóvenes a emprender una acción no violenta para rebelarse contra los poderes del capitalismo, o sea, llama a una «insurrección pacífica».

### Reacciona
El libro Reacciona se considera una secuela de ¡Indignaos!, tanto por su temática como por el espíritu de sus autores. El libro está editado en España en 2011 por la editorial Aguilar, y reúne artículos de José Luis Sampedro, Baltasar Garzón, Federico Mayor Zaragoza, Javier Pérez de Albéniz, Javier López Facal, Carlos Martínez Alonso, Ignacio Escolar, Rosa María Artal, Àngels Martínez i Castells, Juan Torres López y Lourdes Lucía. El libro, coordinado por la periodista Rosa María Artal, pretende alertar de la crisis política que recorre las sociedades actuales y en particular la sociedad española, y de la necesidad de respuesta social a la corrupción, a los poderes financieros y económicos, y a los poderes políticos, alejados cada vez más de la ciudadanía.